# Pinchas Zukerman
Pinkhas Zukerman en hebreu פנחס צוקרמן (Tel-Aviv, 16 de juliol de 1948) és un violinista i director d'orquestra israelià.

## Biografia
Nascut a Tel-Aviv, Zukerman amplià els seus estudis a la Juilliard School amb Ivan Galiaman. L'any 1969 debutà amb l'Orquestra Filharmònica de Nova York i inicià una carrera internacional com a concertista amb la qual ha aconseguit grans èxits. Ha dirigit conjunts de cambra i, darrerament, grans orquestres. Zukerman ha gravat prop de 100 obres i ha estat nominat 21 vegades per als premis Grammy, dels quals n'ha obtingut dos. L'abril de 1998 va ser nomenat director musical de l'Orquestra del Centre Nacional de les Arts al Canadà. Ha col·laborat amb l'Orquestra Simfònica de Barcelona i Nacional de Catalunya. Està casat amb la violoncel·lista Amanda Forsyth.

## Premis
- Grammy a la millor interpretació de Cambra: Itzhak Perlman i Pinchas Zukerman per l'enregistrament "Música per a dos violins de Moszkowski (Suite per a dos violins), Xostakóvitx (Duets) i Prokófiev (Sonata per a dos violins)".
- Premi Rei Salomó.
- Medalla de les arts de 1983 entregada pel president dels EUA Ronald Reagan.
- Premi Isaac Stern per l'excel·lència artística.